# RAILab

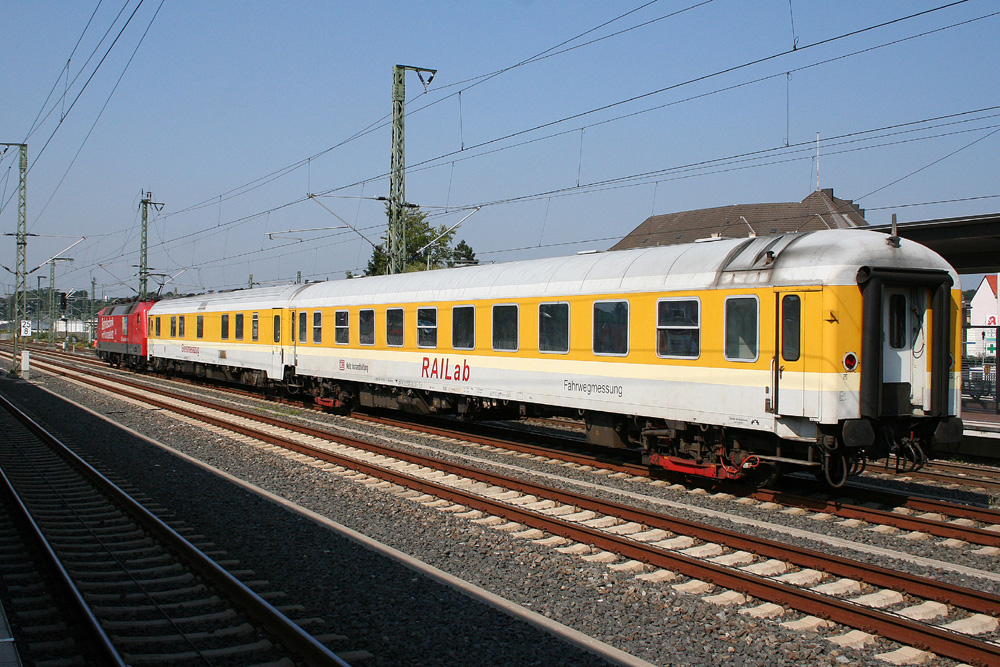
RAILab mit 120 501 der DB Systemtechnik bei der Durchfahrt durch den Bahnhof Siegburg/Bonn

RAILab oder Railab bezeichnet eine Gattung von Gleismessfahrzeugen der DB InfraGO AG zur Vermessung der Gleisgeometrie. RAILab steht für Rollendes-Analyse- und Inspektions-Labor. 

## Einsatz
Die Fahrzeuge vermessen bei einer maximalen Geschwindigkeit von 200 km/h die wesentlichen Parameter der inneren Gleisgeometrie (Spurweite, gegenseitige Höhenlage, Verwindung, horizontale und vertikale Ausrichtung (Richtung und Längshöhe) der beiden Schienen. Die Messergebnisse werden durch optische Antastung des Schienenkörpers und Referenzierung auf eine hochgenaue Inertialplattform gewonnen. Die erreichte Messunsicherheit des RAILab beträgt weniger als ein Millimeter für Gleislagefehler mit einer Länge in Fahrtrichtung von weniger als 1 m bis zu 300 m.
Des Weiteren können RAILab 1 und RAILab 3 Funktionsprüfungen der Oberleitung durchführen. Hierbei wird mittels eines Messstromabnehmers die Fahrdrahtlage und eine dynamische Messung der Oberleitung durchgeführt.  

## Fahrzeuge
Derzeit verfügt die DB InfraGO über drei Messwagen mit dem Namen RAILab. Im Betrieb besteht ein Messzug aus einer Lokomotive, einem RAILab-Messwagen und einem Versorgungssteuerwagen mit Dieselgenerator, welcher die Messeinrichtungen versorgt. 
Ein Railab besitzt keinen eigenen Antrieb, sondern wird von einer farblich angepassten Lokomotive angetrieben. Zur Bespannung der Züge waren ursprünglich Lokomotiven der DB-Baureihe 120 im Einsatz (120 153 / 501 bis 2014 und 120 160 / 502 bis 2021). Als Ersatz für die 120 153 / 501 wurde im Jahr 2014 die 111 059 von DB Regio übernommen. Zusätzlich verstärken seit dem Jahr 2019 Eloks der Baureihe 182 den Fuhrpark von DB Netz. Insgesamt wurden drei Lokomotiven von MRCE abgekauft (182 524 im Jahr 2019, 182 535 & 536 im Jahr 2022). Auf nicht elektrifizierten Strecken kommen 218 392, 218 471 oder 218 477 ("Else") zum Einsatz. Die eingesetzten Loks der Baureihe 111 und 182 sind mit einem Messstromabnehmer ausgerüstet, der verschiedene Parameter an der Oberleitung messen kann. 